# 王家坪乡
王家坪乡，是中华人民共和国湖南省怀化市会同县下辖的一个乡镇级行政单位。1949年属第六区，1956年建乡，1958年改王家坪公社，1984年复置乡。主产木材和楠竹。

## 行政区划
王家坪乡下辖以下地区：
王家坪村、新华村、枞树脚村、和平村、联江村、胜利村、文江村、翁锡村、小洪村、前进村、交粮村、山总村、利溪村和下坝塘村。